# Волштейн, Лев Моисеевич
Лев Моисеевич Волштейн (7 августа 1904, Севастополь, Таврическая губерния — 30 августа 1983, Новосибирск) — советский химик. Доктор химических наук (1951), профессор (1951).

## Биография
Родился 7 августа 1904 года в Севастополе. Окончил Крымский университет имени М. В. Фрунзе в Симферополе (1924).
С 1925 по 1935 года работал в Ленинградском политехническом институте, с 1935 по 1938 год — в Ленинградском фармацевтическом институте, а с 1938 по 1950 год — в Ленинградском технологическом институте.
В 1950 году, после того как должность заведующего кафедры неорганической химии Днепропетровского химико-технологического институту покинул Владимир Ройтер, его новым руководителем был назначен Лев Волштейн, возглавлявший кафедру в течение следующих 12 лет. Под его руководством на кафедре были впервые были синтезированы комплексные соединения платины и хрома с аминокислотами. В это же время успешно защитили кандидатские диссертации его ученики: Г. Г. Мотягина, Л. С. Бураченко и И. А. Володина.
По приглашению академика Анатолия Николаева и члена-корреспондента Бориса Птицына в 1962 году возглавил кафедру неорганической химии Новосибирского государственного университета, где трудился до 1983 года. Вместе с Волштейном в Новосибирск из Днепропетровска переехали М. Ф. Могилевкина и Г. Д. Зегжду.

Неорганическую химию нам читал Л. М. Волштейн. Это был идеальный учитель: каждое его предложение было отточено и интонировано, как у диктора на телевидении, не говоря уже о совершеннейшей дикции. Лев Моисеевич рисовал на доске много схем и формул, но всегда специально акцентировал, какие из них необходимо записать, какие желательно, а какие достаточно просто посмотреть. И каждая страница записанных лекций была прозрачна для понимания — по ним можно было смело писать учебник.
— Нетесов С. В. Возвращение в альма-матер // Наука из первых рук. — 2009. — № 4 (28).
Скончался 30 августа 1983 года в Новосибирске. Похоронен на Южном кладбище (квартал У).

## Научная деятельность
Занимался изучением комплексных соединений металлов с биолигандами. Участвовал в исследовании синтеза и механизмов образования новых комплексных соединений.

## Работы
- Комплексные соединения хрома с аспарагиновой кислотой // ЖНХ. 1956. Т. 1, вып. 10
- Превращение цис-диглициноплатины в транс-изомер // Там само. 1961. Т. 6, вып. 5
- Изомеры дисериноплатины // Там само. 1969. Т. 14, вып. 2 (співавт.)
- Скорость замыкания гликолевых циклов в комплексах двухвалентной платины // Там само. 1970. Т. 15, вып. 9 (співавт.)
- Оптическая активность хелатов платины (ІІ) с некоторыми аминокислотами // Координацион. химия. 1976. Т. 2, вып. 10 (співавт.)